# Mercedes-Benz Aria Concept
Pour les articles homonymes, voir Mercedes, Benz, Aria (homonymie), Swan et Wing.
La Mercedes-Benz Aria Concept Swan Wing (aria aile de cygne, en anglais) est un concept-car futuriste de voiture électrique berline de 2011, du constructeur automobile allemand Mercedes-Benz, vision des futures modèles de luxe de la marque des années 2030.

## Historique
Ce concept-car futuriste est une vision des futures Mercedes-Benz des années 2030, du designer Mercedes-Benz Slavche Tanevski (jeune étudiant  macédonien en design industriel de 23 ans. Lauréat d'un concours de design Mercedes-Benz, il gagne un stage de 6 mois au studio de design Daimler-Mercedes-Benz de Sindelfingen, où il crée ce concept-car pour son mémoire de licence de l'université de sciences appliquées de Munich, avant d'être recruté comme designer par la marque à la fin de ses études). 

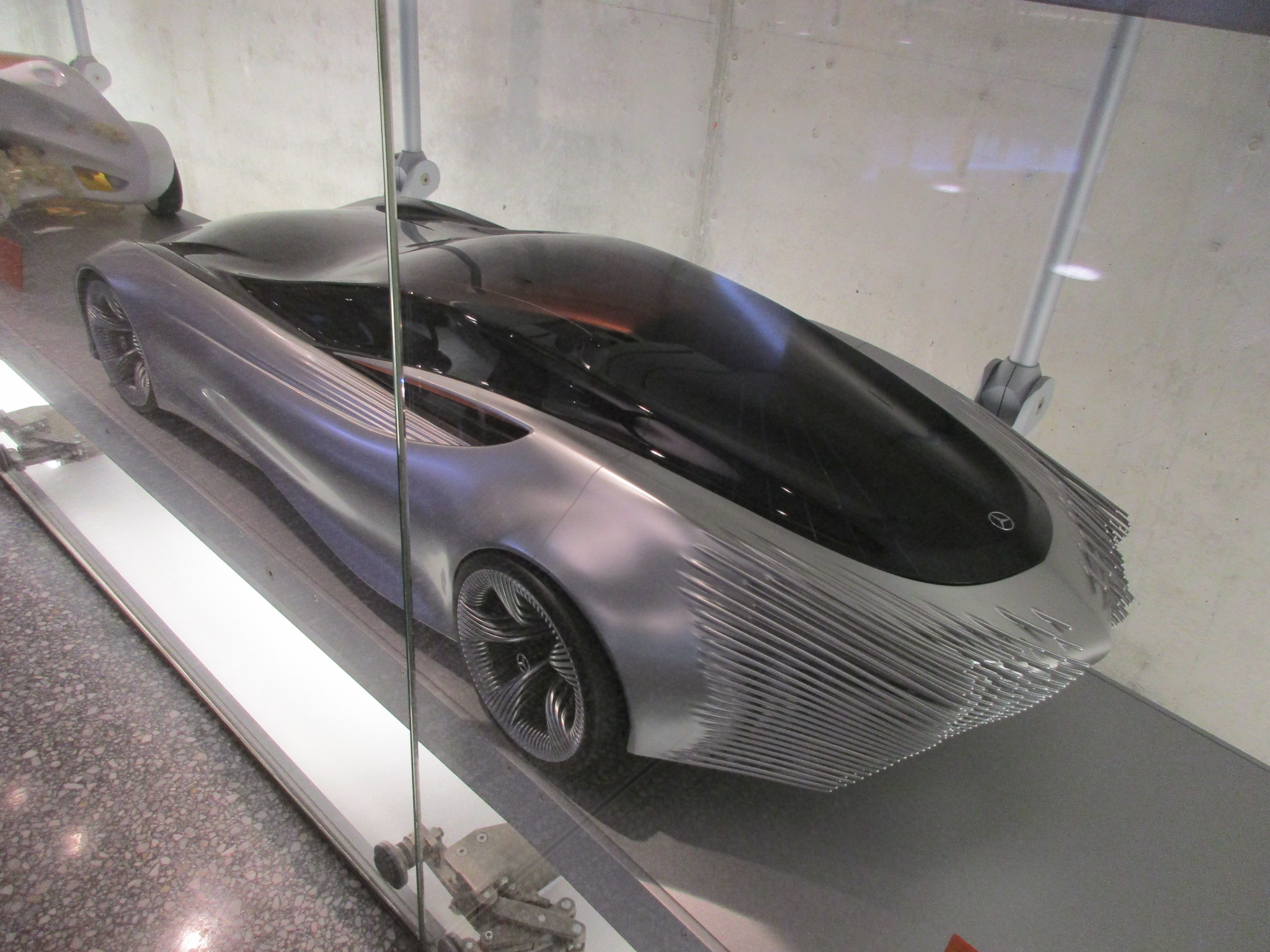
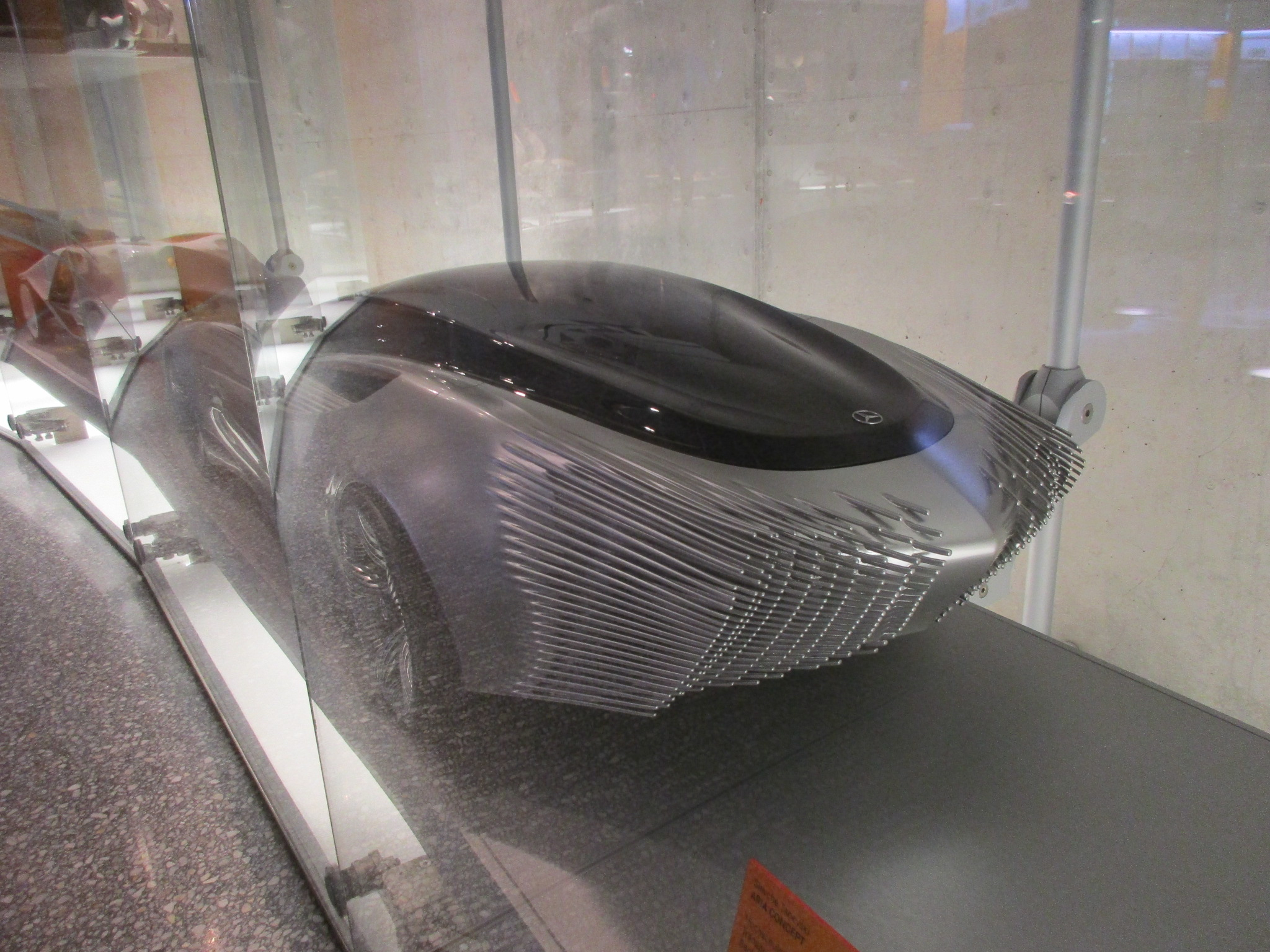

## Caractéristiques

### Motorisation
Elle est motorisée par des moteur-roues électriques (inventés par Ferdinand Porsche sur ses Lohner-Porsche de 1900, PDG de Daimler-Mercedes-Benz de 1923 à 1929, fondateur de la marque par fusion en 1926 de Daimler-Motoren-Gesellschaft de Gottlieb Daimler, et de Benz & Cie de Carl Benz).

### Design

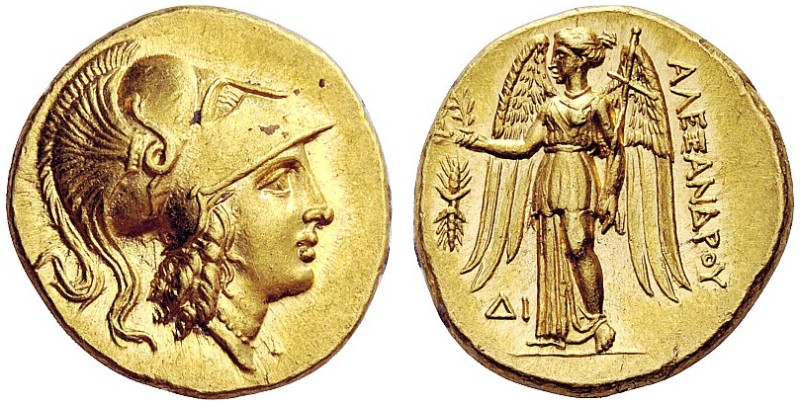
Statère avec l'empereur Alexandre le Grand en casque corinthien, et la déesse Athéna avec des ailes.

Le design fastback fuselé, allongé, et très aérodynamique, de cette berline aux allures de GT coupé 2+2, est inspiré entre autres par les mythiques Mercedes-Benz 300 SL Gullwing (papillon) de 1954, Maybach Exelero de 2005 (de Daimler-Mercedes-Benz), et par les formes organiques et mouvements artistiques d'une chevelure féminine au vent..., avec toit-par-brise vitré intégré à la carrosserie, et jantes à cinq branches... Le design de l'avant est inspiré du casque corinthien de l'empereur hellénistique Alexandre le Grand. Les ailes (automobile) et les 4 portes en élytre Swan Wing sont inspirées d'ailes (oiseau) de cygne (variantes des célèbres porte papillon des Mercedes-Benz 300 SL Gullwing).  
Le design modulaire et spacieux intérieur, est en aluminium, cuivre, cuir, et plancher en bois verni de yacht, inspiré des lignes courbes d'un violon, et du mécanisme intérieur d'un piano à queue ouvert, avec 4 sièges baquets suspendus par câbles tendus. Elle est baptisée aria, en rapport aux instruments de musique classique qui l'inspirent.
Elle inspire les concepts suivants Mercedes-Benz F125 (2011), Lamborghini Ankonian Concept (2012) du même designer, Mercedes-Benz AMG Vision Gran Turismo (2013), Mercedes-Benz Concept IAA (2015), Mercedes-Maybach Vision 6 (2016)...